# EUROP-pool
De EUROP-pool (Europese wagengemeenschap) werd op 1 mei 1951 opgericht als een samenwerkingsverband tussen de DB en SNCF om tot gemeenschappelijk gebruik van elkaars goederenwagons te komen. Op 15 maart 1953 werd de overeenkomst uitgebreid door toetreding van de CFL, DSB, FS, NMBS, NS, ÖBB, EdS (Eisenbahnen des Saarlandes) en SBB; de organisatie kreeg zijn zetel in Bern. Op initiatief van de DB AG werd de EUROP-pool per 1 december 2002 opgeheven.

## Werkwijze
Voor elke deelnemende spoorwegmaatschappij werd vastgesteld, hoeveel wagens zij in de pool zou inbrengen en van welke soort die zouden zijn. Elke maatschappij kon vervolgens de wagens die tot de pool behoorden op het eigen net gebruiken, alsof het haar eigen wagens waren. Dit in tegenstelling tot de tot dan toe heersende praktijk die inhield dat wagens van andere maatschappijen na lossing via de kortste route naar het land van herkomst moesten worden teruggezonden. De nieuwe werkwijze betekende zodoende een forse reductie van het aantal lege wagenkilometers.
Indien het aantal wagens uit de pool, dat een maatschappij op haar net gebruikte, groter was dan het aantal door die maatschappij ingebrachte wagens, moest over het verschil wagenhuur betaald worden. Het totaal verschuldigde bedrag werd vastgesteld door de centrale instantie in Bern, dat elke dag de gegevens verzamelde over de verblijfplaats van alle EUROP-wagens. Om het te betalen bedrag niet te hoog te laten oplopen kon men wagens uit de pool ook naar een ander, aangrenzend net sturen. Omdat het niet van belang was tot welke maatschappij de teruggestuurde wagens behoorden, kon men daarvoor de wagens nemen, die zich op dat moment het dichtst bij de grens bevonden, wat alweer het aantal lege wagenkilometers drukte.
Ook voor normaal onderhoud werden EUROP-wagens behandeld als eigen wagens en voor eigen rekening in de lokaal aanwezige werkplaatsen in behandeling genomen. Aanvankelijk betekende dit dat elke maatschappij een grote voorraad aan onderdelen voor buitenlandse wagens moest aangehouden. Door in de pool zo veel mogelijk wagens te gebruiken die volgens internationaal gestandaardiseerde ontwerpen waren gebouwd, bijvoorbeeld ORE-wagens, kon de verscheidenheid aan onderdelen worden beperkt. Slechts bij grote schade of bij afloop van de revisietermijn werd een EUROP-wagen naar het land van herkomst teruggestuurd.

## Materieel
Tot 1966 werden in de pool uitsluitend normale gesloten en open wagens ingebracht. Het aandeel van de NS was vastgesteld op 1500 gesloten en 2250 open wagens met hoge zij- en kopschotten, zogenaamde kolenwagens. Dit waren voornamelijk wagens van de soorten (S-)CHR, GTM en GTU. In 1957 begon men met het inbrengen van de ORE-wagens S-CHO en GTO. Vanaf 1966 werden ook andere types in de EUROP-pool opgenomen. Eerst tweeassige rongenwagens Kbs, dan in 1972 grootvolumewagens Gbs, open zelflossers Fcs en vierassige rongenwagens Rs en ten slotte in 1980 schuifwandwagens Hbis.
Per 1 juni 1986 was de inbreng van de NS als volgt samengesteld:
- E 100 stuks
- Fcs 250 stuks
- Gs 100 stuks
- Gbs 800 stuks
- Hbis 795 stuks
- Kbs 670 stuks
- Rs 80 stuks

totaal 2795 stuks
Tegen het einde van het functioneren van de EUROP-pool bestond de NS-inbreng nog steeds uit deze wagentypes, maar het totale aantal wagens was aanzienlijk gedaald; per 1 januari 1998 waren het er nog maar 660, waarbij de grootste groep werd gevormd door de schuifwandwagens Hbis: 409 stuks.

## Opschriften
In de tijd van de nationale opschriften werden de EUROP-wagens voorzien van een in twee vlakken verdeeld kader. Het bovenste, kleine vlak bevatte het opschrift "EUROP" en het onderste, grote vlak het eigendomskenmerk (ÖBB, NS, SNCF enz.), de soortnaam (bijvoorbeeld Omm, S-CHRW, T) en het serienummer.
De sinds 1964 ingevoerde internationale UIC-opschriften brachten ook hierin verandering. De eerste twee posities in de cijfercode werden gebruikt om deze wagens te onderscheiden:
- 01: EUROP-wagen, normaal tarief (0), RIV-wagen met vaste spoorwijdte (1)
- 11: EUROP-wagen, speciaal tarief (1), RIV-wagen met vaste spoorwijdte (1)

Deze twee cijfers werden dan gevolgd door het opschrift "RIV-EUROP", in het geval van de tweeassige rongenwagens Kbs in de periode 1966-1973 door het opschrift "RIV-POOL".